# Skupština (Versammlung der Volksvertretung)
Die Skupština (serbisch-kyrillisch Скупштина) [ˈskupʃtina] ist generell die serbische Bezeichnung für die beratende Versammlung der Volksvertretung bzw. des Narodno predstavništvo oder einer Körperschaft, z. B. einen Stadtrat, aber auch deren Versammlungshaus. Es leitet sich vom Verb skupljati ab, was „etwas sammeln“ bedeutet bzw. von der Bezeichnung für eine Versammlung, dem Skup. Die Volksvertretung auf Ebene des Nationalstaates, die Nationalversammlung, wird zumeist als Parlament bezeichnet, sodass heute die Skupština meist das serbische Parlament bezeichnet bzw. die Skupština auf Nationalebene, die sogenannte Narodna skupština Srbije, die „Volksskupština Serbiens“, kurz Skupština, die im Tagungsgebäude der Skupština in Belgrad ihren Sitz hat.  